# Карл Дорсі
Карл Дорсі (англ. Carl Dorsey, 12 травня 1894 — 9 липня 1974) — американський яхтсмен.
Олімпійський чемпіон 1932 року в класі 8 метрів.